# Борейко, Галина Михайловна
Галина Михайловна Борейко (29 декабря 1938, Сталинград — 26 ноября 2024, Челябинск) — советская и российская балерина, педагог, народная артистка РСФСР (1977).

## Биография
Галина Михайловна Борейко (Вяткина) родилась 29 декабря 1938 года в Сталинграде (сейчас — Волгоград). Во время Великой Отечественной войны была эвакуирована с братом во Владикавказ, занималась в музыкальной школе и на хореографическом отделении во Дворце пионеров. В 8 лет переехала в Ленинград. В 1955 году окончила в составе осетинской группе Ленинградское хореографическое училище им. А. Я. Вагановой (педагоги Варвара Мей, Елена Ширипина).
В 1955 году вместе со всем классом была распределена во вновь открывшийся Челябинский театр оперы и балета имени М. И. Глинки. В 1955—1981 годах была ведущей балериной театра. Станцевала более 30 классических балетных партий. Танцовщица лирико-романтического плана. Её танцу была свойственна чистота академического стиля.
С 1981 года работала педагогом-репетитором балетной труппы театра. В 1986—1987 годах была художественным руководителем балета.
Воспитала целую плеяду солистов балета, получивших признание в России и за рубежом, среди них А. Булдаков, Е. Бычкунова, Н. Заякина, Д. Олюнина, Т. Предеина, М. Прокофьев, Т. Сулейманова, Д. Усталов, И. Ушакова, Т. Чистякова и А. Чумакова.
Умерла 26 ноября 2024 года в возрасте 85 лет.

## Семья
- Муж — химик Герман Платонович Вяткин (род. 1935), ректор, президент Южно-Уральского государственного университета.

## Награды и премии
- Заслуженная артистка РСФСР (30.05.1967).
- Народная артистка РСФСР (25.01.1977)[4].
- Орден Дружбы (1996).
- Орден Почёта (2008).
- Государственная премия Челябинской области (2004).

## Работы в театре
- «Дон Кихот» Л. Минкуса — Китри
- «Эсмеральда» Ц. Пуни — Эсмеральда
- «Шурале» Ф. Яруллина — Суюмбике
- «Баядерка» Л. Минкуса — Никия
- «Маскарад» Л. Лапутина — баронесса Штраль
- «Пер Гюнт» Э. Грига — Анитра, Доврская дева
- «Шопениана» Ф. Шопена — Сильфида
- «Лебединое озеро» П. Чайковского — Одетта-Одиллия
- «Ромео и Джульетта» С. Прокофьева — Джульетта
- «Щелкунчик» П. Чайковского — Маша
- «Легенда о любви» А. Меликова — Ширин
- «Бахчисарайский фонтан» Б. Асафьева — Мария и Зарема
- «Спартак» А. Хачатуряна — Фригия
- «Тиль Уленшпигель» Е. Глебова — Неле
- «Кармен-сюита» Ж. Бизе — Р. Щедрина — Кармен
- «Шакунтала» С. Баласаняна — Шакунтала
- «Асель» В. Власова — Асель
- «Тринадцать роз» А. Бертмана — Мария
- «Большой вальс» на музыку И. Штрауса — Фанни
- «Материнское поле» К. Молдобасанова — Толгонай